# Kevin Jackson (defensive end)
Kevin Jackson (Inglewood, ...) è un ex giocatore di football americano statunitense che ha giocato come defensive end.
Dopo aver giocato per la squadra universitaria degli Hawaii Rainbow Warriors ha firmato nel 2005 con i giapponesi Obic Seagulls, dove è rimasto fino alla conclusione della carriera da giocatore.